# Mary Hahn (Autorin)
Magdalena Martha Maria „Mary“ Hahn, geborene Rilke (* 24. März 1867 in Zobten am Berge; † 10. Februar 1929 in Berlin), war eine Autorin und Verlegerin von Kochbüchern.

## Leben
Magdalena Rilke wuchs in einer Schuhmacherfamilie in Zobten in Niederschlesien auf und besuchte die Mädchenschule in Schweidnitz. 1885 heiratete sie in Berlin den Schlosser Ernst Marode, von dem sie 1900 wieder geschieden wurde. Dieser Ehe entstammten die Töchter Gertrud, Else und Margarethe. Nach der Scheidung betrieb Magdalena Marode eine Zimmervermietung sowie eine Buchhandlung. 1906 erschien im Eigenverlag unter dem Namen Mary Marode ihr erstes Kochbuch.
Sie heiratete 1909 Gustav Gotthilf Ernst Hahn und gründete als Mary Hahn 1912 mit ihm in Frankfurt am Main den Kochbuchverlag Mary Hahn. Das erste Kochbuch im eigenen Verlag, das Illustrierte Kochbuch für die einfache und feine Küche, wurde in kurzer Zeit mehrfach neu verlegt und hatte bis zu den 1970er Jahren die Millionenauflage weit überschritten. Das Buch gilt als eines der erfolgreichsten Kochbücher des 20. Jahrhunderts. Bis 1940 erreichte es 41 Auflagen.
Es folgten in kurzer Zeit weitere Bücher rund um das Thema Kochen. 1915 siedelte der Verlag nach Wernigerode um. 1916 verfasste Mary Hahn angesichts der Nahrungsmittelknappheit während des Ersten Weltkrieges ein Kriegs-Kochbuch, das einige Beachtung fand.
1925 zog der Kochbuchverlag Mary Hahn nach Neubabelsberg um. Die Autorin Mary Hahn hatte sich inzwischen von Ernst Hahn getrennt und etablierte 1928 den Kochbuchverlag Mary Hahn in Berlin-Steglitz, Sedanstraße 19. Die Verlagsarbeit hatten bereits vollständig ihre Kinder übernommen. Ernst Hahns zweite Frau, Ingeborg Goldschatt, führte für kurze Zeit den ursprünglichen Mary Hahn Verlag als Kochbuchverlag Hahn & Co. in Neubabelsberg und Detmold weiter.
Mary Hahn starb 1929 in Berlin-Lichterfelde an einer Lungenentzündung.
Der Verlag existierte bis 1944, wurde 1952 neu gegründet und stellte 1987 seine Tätigkeit endgültig ein.

## Werke
Es gibt über 60 Kochbücher von Mary Hahn. Hier kann nur eine kleine Auswahl genannt werden.
- 1906: Mary Marode: Das Einmachen der Früchte sowie Bereitung d. Fruchtsäfte, Gelees ...
- 1912: Illustriertes Kochbuch für die einfache und feine Küche
- 1913: Praktisches Kochbuch mit 150 Bildern für die bürgerliche Küche
- 1913: Das Einmachen des Früchte und Gemüse im Haushalt sowie Bereitung der Fruchtsäfte, Gelees, Konfitüren, Marmeladen und Liköre
- 1916: Kriegs-Kochbuch Onlineversion verfügbar
- 1916: Illustrierte Krankenkost Onlineversion verfügbar
- 1918: Billige Mahlzeiten
- 1920: Sparkochbuch mit 20 praktischen Abbildungen
- 1921: (als Herausgeberin): Fröhliche Kinderstube, Illustrationen: Hermann Frenz[9]. Dies ist ihr einziges Buch zu einem anderen Thema als Kochen.
- 1928: Vitaminnahrung und ihre Zubereitung